# Akiko Baba

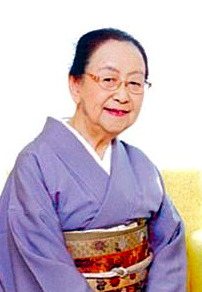
Akiko Baba

Akiko Baba (iapanisch 馬場 あき子, Baba Akiko, eigentlich Iwata Akiko; geboren 28. Januar 1928 in Tokio) ist eine japanische Schriftstellerin und Literaturwissenschaftlerin.

## Leben und Wirken
Baba Akiko studierte klassische japanische Literatur an der „Nihon joshi semmon gakkō“ (日本女子専門学校), der Vorläufereinrichtung der „Shōwa Womnen’s University“. Sie veröffentlichte Studien zum mittelalterlichen japanischen Nō-Schauspiel, zur Tanka-Lyrik, zur Rolle der Frauen in der japanischen Literaturgeschichte und zur Figur des Teufels in der japanischen Literatur.
Daneben verfasste sie selbst moderne Nō-Dramen, die unter anderem am Nationaltheater von Tokio aufgeführt wurden, und trat als Autorin von Tanka hervor. Sie publizierte u. a. 1955 „Hayabue“ (早笛), 1972 „Hikasho“ (飛花抄), 1977 „Ōka denshō“ (桜花伝承). Eine Auswahl ihrer Gedichte aus den Jahren 1955 bis 1998 in englischer Übersetzung erschien 1999 unter dem Titel Heavenly Maiden Tanka.
Baba wurde mit zahlreichen Preisen ausgezeichnet, darunter 1993 mit dem Yomiuri-Literaturpreis im Fach „Lyrik/Haiku“, 2003 mit dem Preis der Japanischen Akademie der Künste, deren Mitglied sie im selben Jahr wurde. Geehrt wurde sie 1994 mit der staatlichen Ehrenmedaille, 2019 als Person mit besonderen kulturellen Verdiensten und 2021 mit dem Orden der Aufgehenden Sonne.